# Fokker D.IX
De Fokker D.IX was een eenmotorig tweedekker jachtvliegtuig dat door Fokker in 1921 werd gebouwd.
Het ontwerp van de D.IX had veel gemeen met dat van de bekende Fokker D.VII-jager, maar de romp had een iets een aangepaste vliegtuigstaart. Een opmerkelijk verschil met zijn voorganger was de aerodynamisch gevormde brandstoftank die tussen de wielen van het landingsgestel was geplaatst.
Er is maar één exemplaar van gebouwd. Dit toestel werd gebruikt door de United States Army Air Service en kreeg daar de aanduiding PW-6. Er zijn op Amerikaanse bodem in 1922 verschillende testvluchten mee uitgevoerd. Ook werd er een andere motor, een Wright M-2, in gemonteerd. Hoewel het vliegtuig beduidend beter presteerde dan zijn D.VII voorganger, was de uiteindelijke conclusie dat het toestel onvoldoende potentie had voor een verdere doorontwikkeling.